# Arthit Hualuek
Arthit Hualuek (thailändisch อาทิตย์ ห้วยลึก, * 17. Februar 2002) ist ein thailändischer Fußballspieler.

## Karriere
Arthit Hualuek steht seit 2021 beim Chainat Hornbill FC unter Vertrag. Der Verein aus Chainat spielte in der zweithöchsten Liga, der Thai League 2. Sein Profidebüt gab er am letzten Spieltag der Saison 2020/21 am 31. März 2021 im Auswärtsspiel beim Phrae United FC. Hier wurde er in der 64. Minute für Warinthon Jamnongwat eingewechselt.